# Atria
Atria je nejjasnější hvězda souhvězdí Jižního trojúhelníku. Tvoří obrazec s hvězdami β a γ Trianguli Australis, po kterém bylo souhvězdí pojmenováno. Tradiční název hvězdy vznikl zkrácením Bayerova označení, stejně je tomu i u některých jiných hvězd jižní polokoule (například Acrux, Gacrux v souhvězdí Jižního kříže).
Jedná se o obří hvězdu spektrální třídy K2. Její poloměr je asi 130krát větší než poloměr Slunce, umístěná doprostřed Sluneční soustavy by hvězda svým okrajem dosáhla téměř až k oběžné dráze Venuše.
Pravděpodobně je dvojhvězdou s druhou složkou spektrální třídy G0V, která má přibližně hmotnost Slunce a oběžnou dobu asi 130 let, obíhá ve vzdálenosti kolem 50 astronomických jednotek.

## Ostatní
Hvězda je také umístěna na vlajce Brazílie, kde představuje stát Rio Grande do Sul.